# Сен-Парду-ла-Ривьер
Сен-Парду́-ла-Ривье́р (фр. Saint-Pardoux-la-Rivière) — коммуна во Франции, находится в регионе Аквитания. Департамент — Дордонь. Входит в состав кантона Ле-Перигор-вер-нонтронне. Округ коммуны — Нонтрон.
Код INSEE коммуны — 24479.

## География

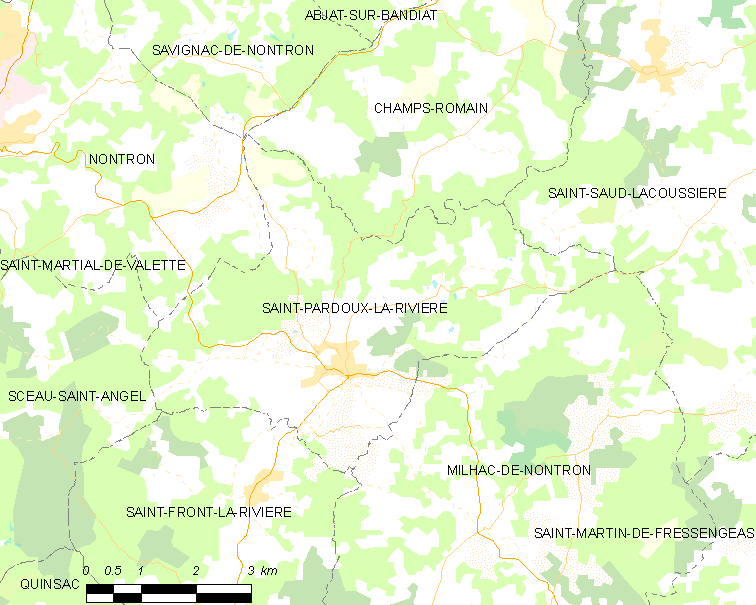
Карта коммуны

Коммуна расположена приблизительно в 400 км к югу от Парижа, в 130 км северо-восточнее Бордо, в 35 км к северу от Перигё.
По территории коммуны протекает река Дрон.

### Климат
Климат умеренный океанический со средним уровнем осадков, которые выпадают преимущественно зимой. Лето здесь долгое и тёплое, однако также довольно влажное, здесь не бывает регулярных периодов летней засухи. Средняя температура января — 5 °C, июля — 18 °C. Изредка вследствие стечения неблагоприятных погодных условий может наблюдаться непродолжительная засуха или случаются поздние заморозки. Климат меняется очень часто, как в течение сезона, так и год от года.

## Население
Население коммуны на 2010 год составляло 1185 человек.
| 1962 | 1968 | 1975 | 1982 | 1990 | 1999 | 2010 |
| ---- | ---- | ---- | ---- | ---- | ---- | ---- |
| 1453 | 1360 | 1347 | 1309 | 1174 | 1088 | 1185 |

## Администрация
| Период | Период | Фамилия       | Партия                             | Примечания      |
| ------ | ------ | ------------- | ---------------------------------- | --------------- |
| 1977   | 1989   | Анри Брив     | Социалистическая партия            | предприниматель |
| 1989   | 1995   | Жан-Мари Гийу | Объединение в поддержку республики |                 |
| 1995   | 2001   | Жорж Кола     | Социалистическая партия            |                 |
| 2001   | 2020   | Морис Комбо   | беспартийный                       | пенсионер       |

## Экономика
В 2010 году среди 617 человек трудоспособного возраста (15-64 лет) 417 были экономически активными, 200 — неактивными (показатель активности — 67,6 %, в 1999 году было 66,7 %). Из 417 активных жителей работали 376 человек (204 мужчины и 172 женщины), безработных было 41 (21 мужчина и 20 женщин). Среди 200 неактивных 39 человек были учениками или студентами, 105 — пенсионерами, 56 были неактивными по другим причинам.

## Достопримечательности
- Отель Вуайяжёр (XVI век). Исторический памятник с 1976 года[5]
- Музей почтовых открыток Перигора 1898—1920 годов

## Города-побратимы
- Сент-Мелани[англ.] (Квебек, Канада, с 2004)

## Фотогалерея

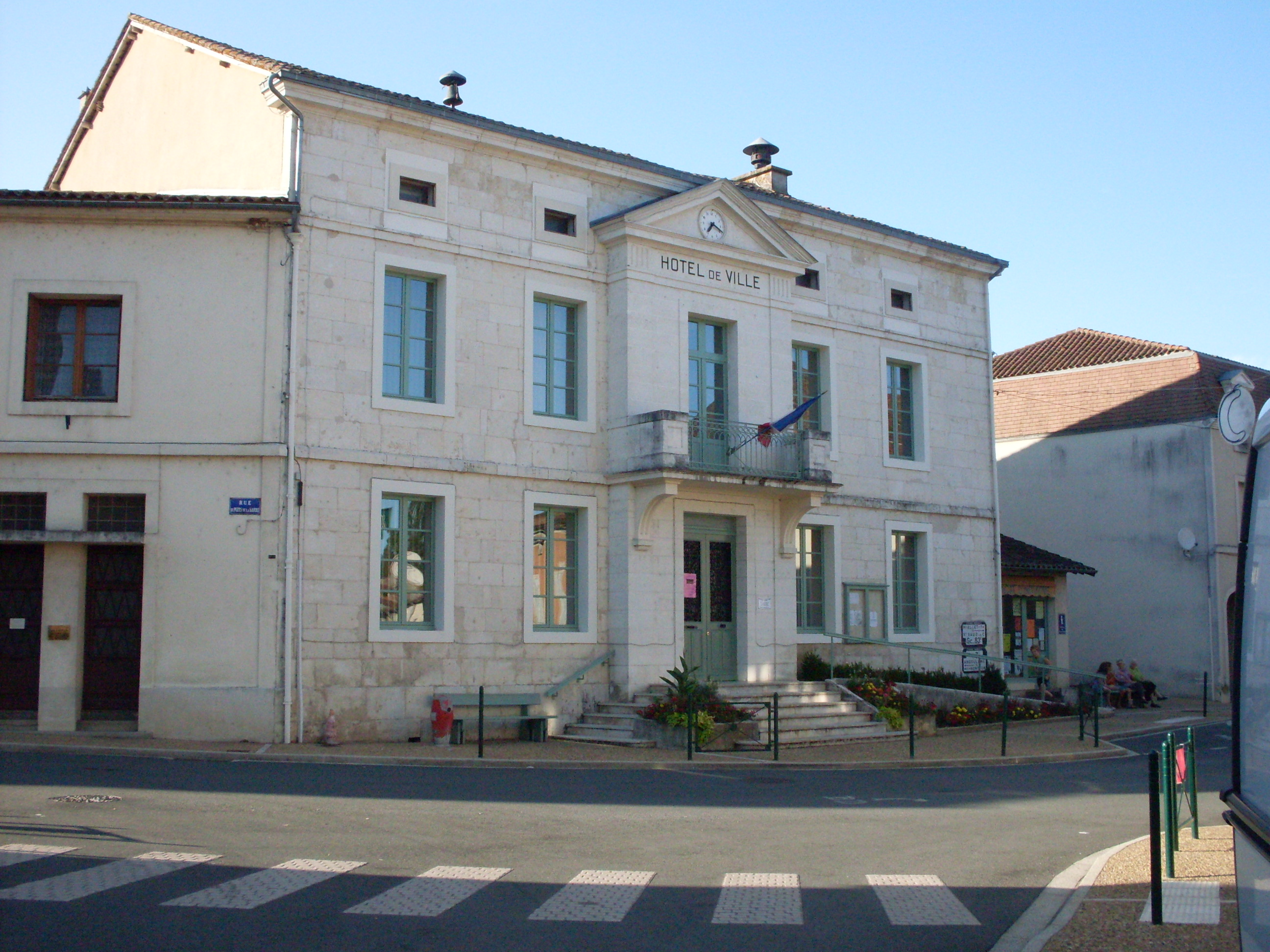
Мэрия
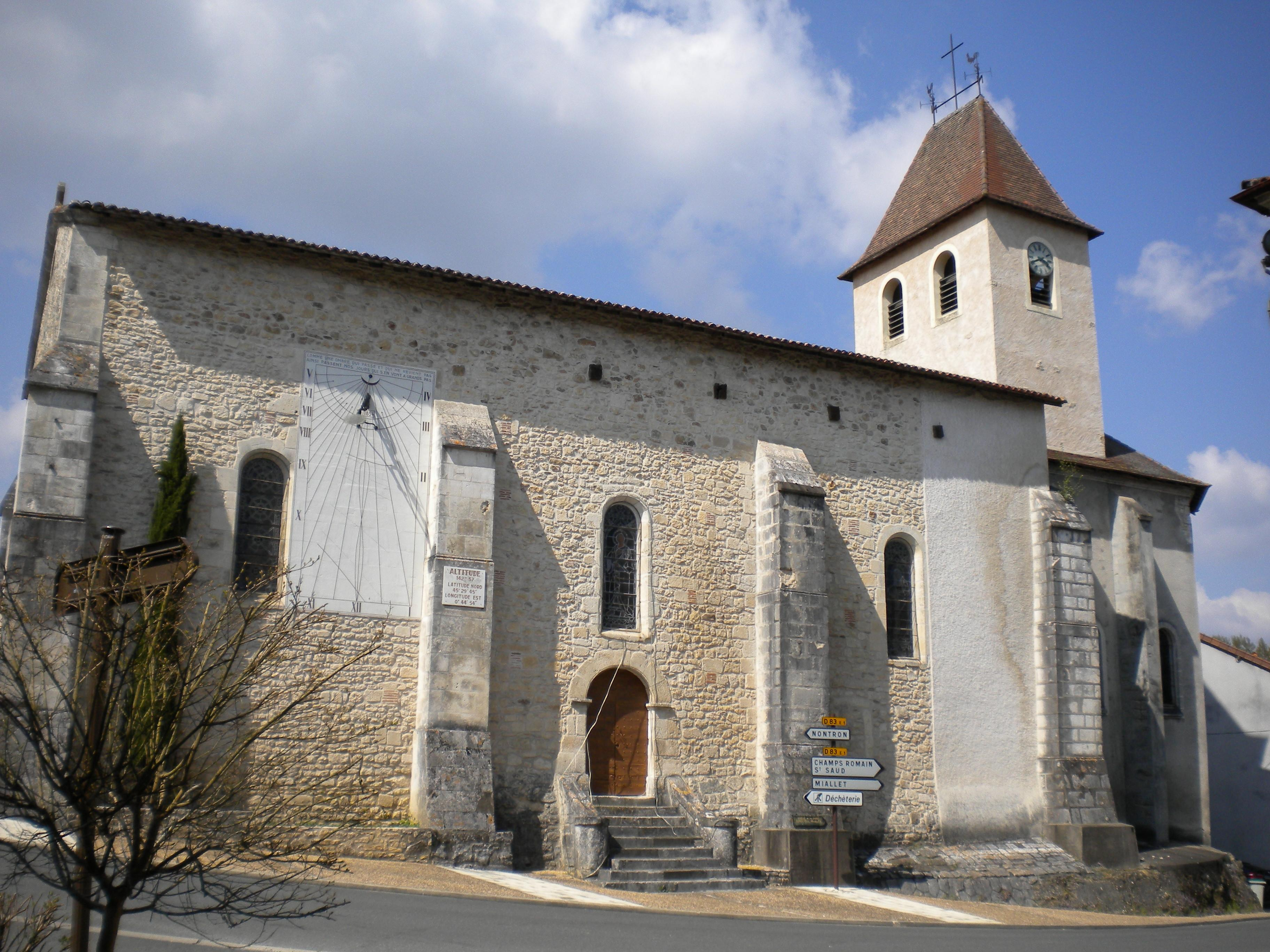
Церковь
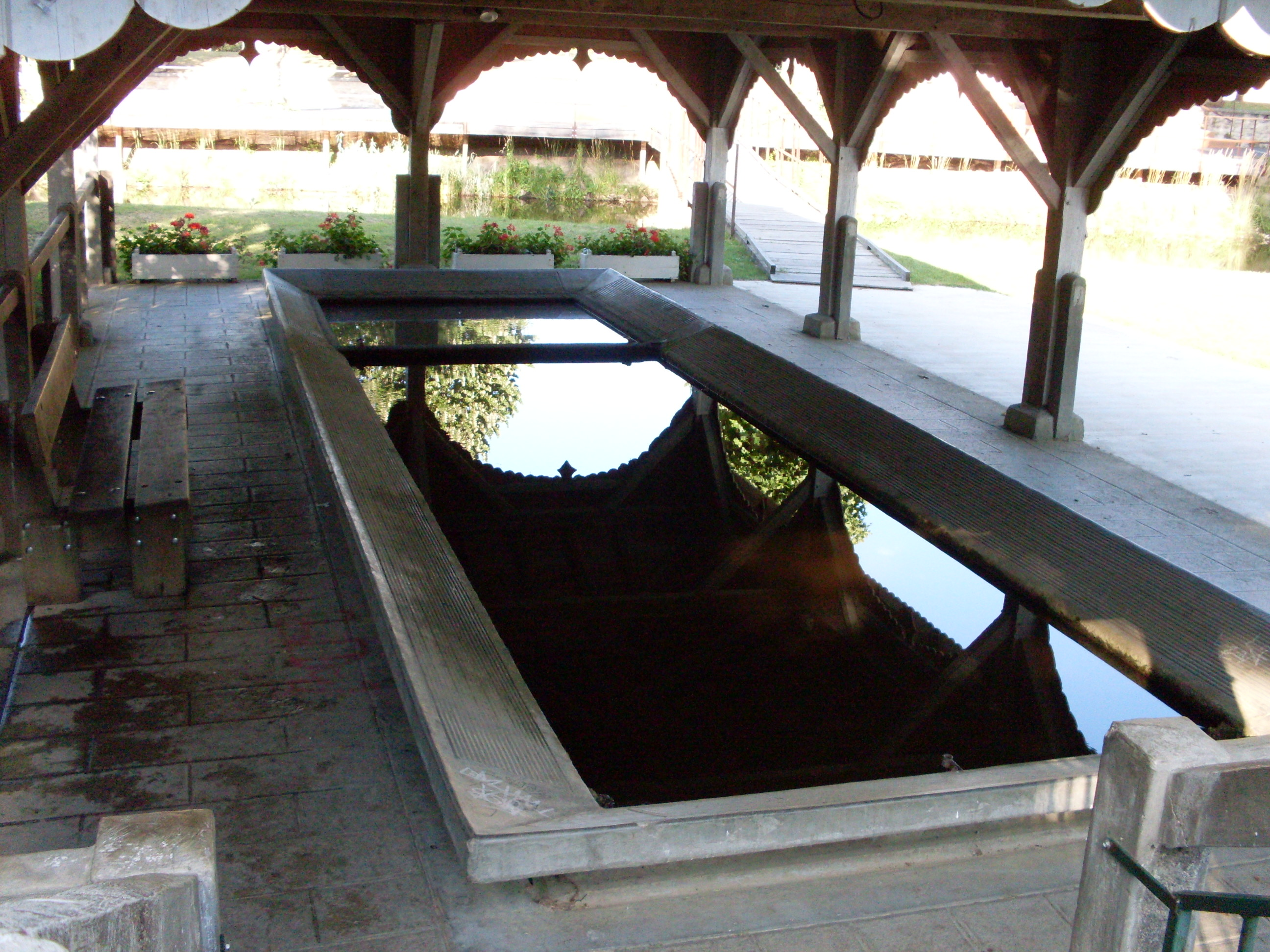
Общественная прачечная
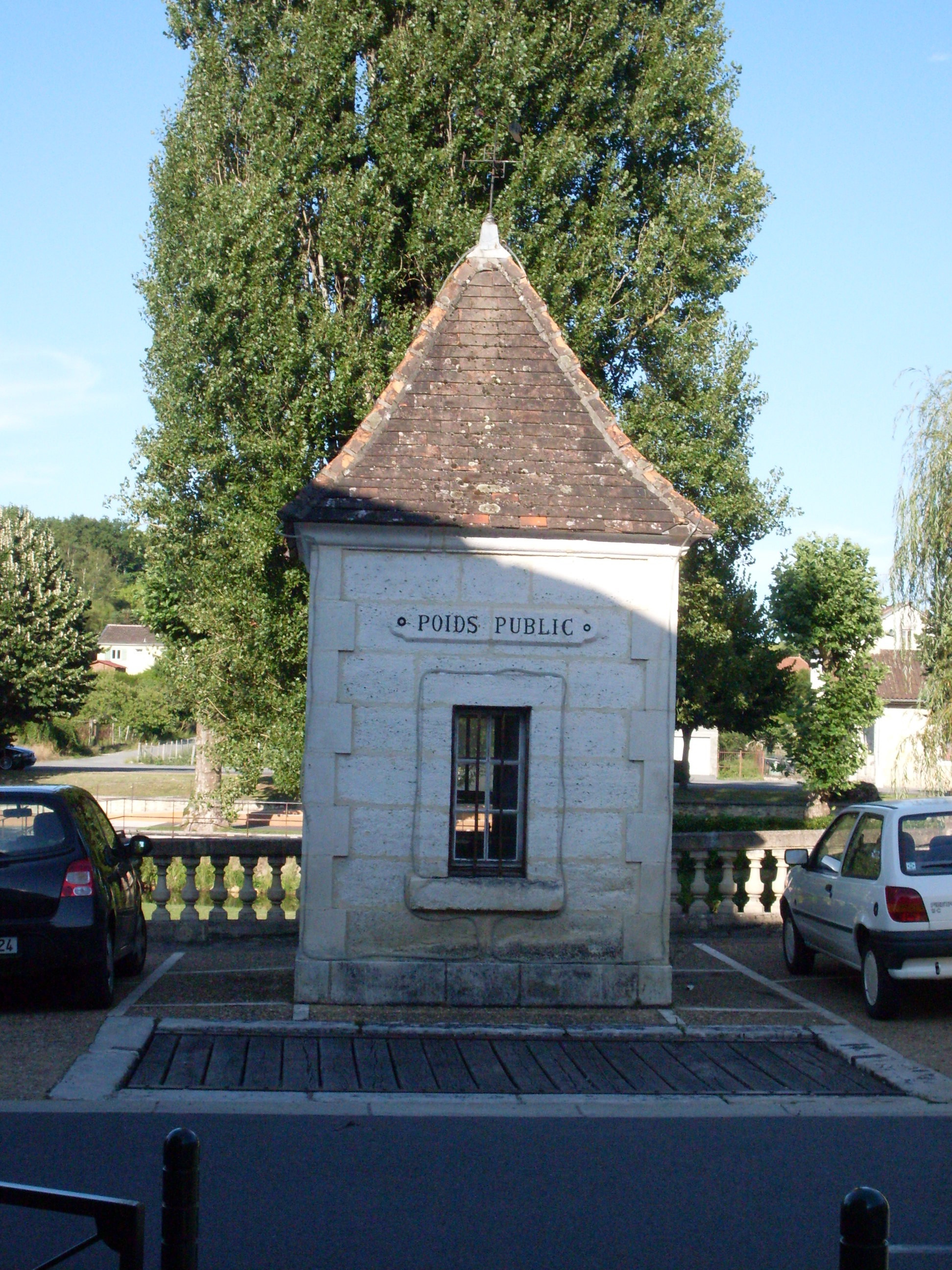
Важница
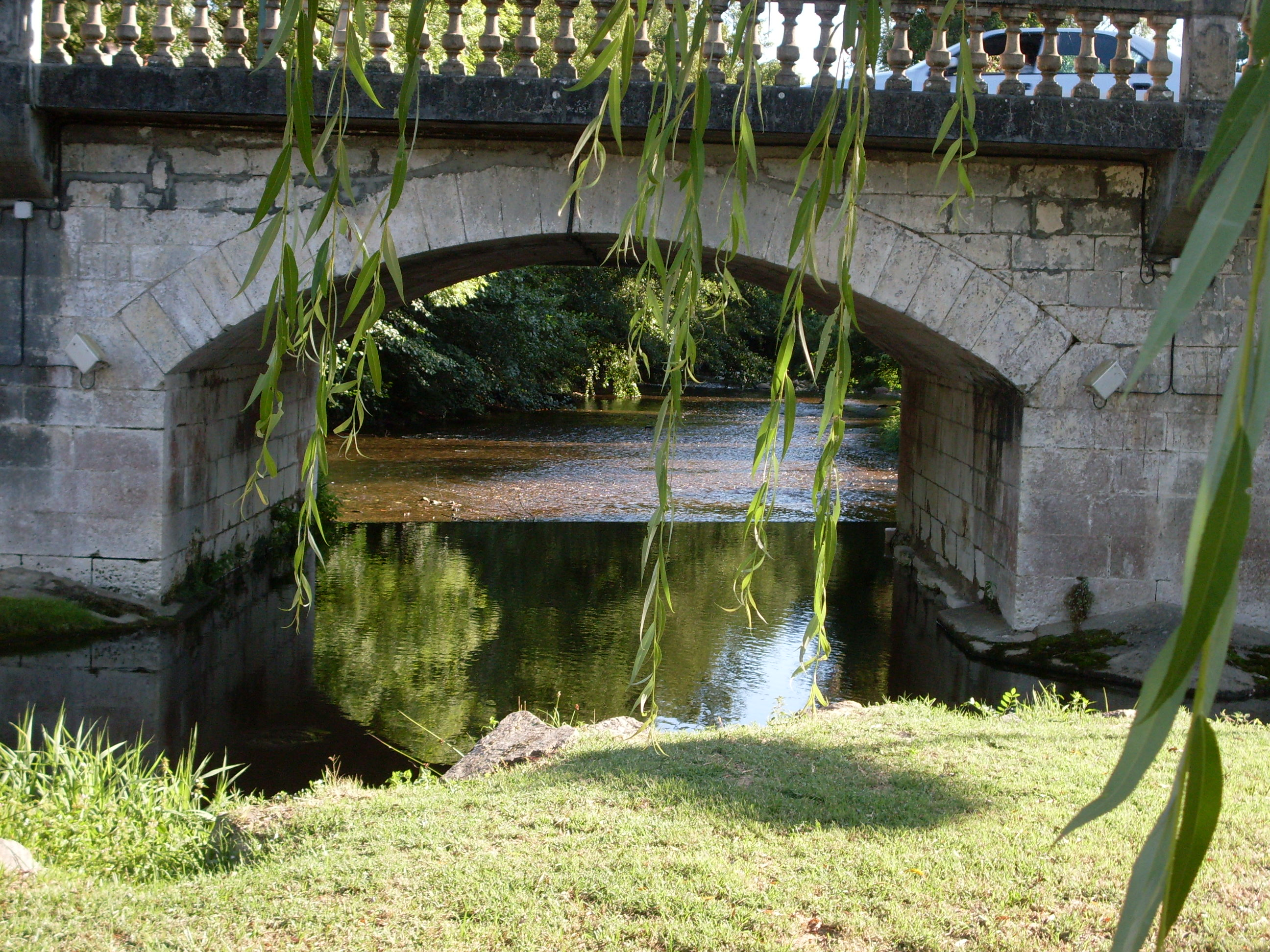
Мост через реку Дрон